# Margaret Court
Margaret Court (născută Smith; n. 16 iulie 1942, Noul Wales de Sud, Australia) este o fostă jucătoare de tenis australiană și fostă numărul 1 mondial. Ea a câștigat 24 de titluri de Grand Slam la simplu feminin, 19 titluri de Grand Slam la dublu și 21 de titluri de Grand Slam la dublu mixt. A câștigat mai multe titluri de Grand Slam decât orice altă jucătoare din istorie și este considerată una dintre cele mai mari jucătoare de tenis din toate timpurile. 
În 1970, Court a devenit prima femeie din perioada Open Era (și a doua femeie din toate timpurile după Maureen Connolly) care a câștigat un Grand Slam la simplu (toate cele patru turnee majore în același an calendaristic). Ea a câștigat 24 de titluri de Grand Slam la simplu în total (11 în Era Open), ceea ce este recordul tuturor timpurilor. A câștigat 19 titluri de Grand Slam la dublu feminin și 21 de titluri la dublu mixt, obținând un record de 64 de titluri de Grand Slam. Procentul ei de victorii în carieră la simplu pe toate suprafețele (dură, zgură, iarbă și covor) este de 91,74%, cel mai bun din toate timpurile, conform site-ului web Sporteology. Procentul ei de victorii la simplu din Era Open de 91,37% (593–56) este inegalabil, la fel ca procentul de victorii din Era de 91,7% (11–1) în finalele de Grand Slam. Performanța ei de victorii-înfrângeri în toate turneele de simplu de Grand Slam a fost de 90,12% (210–23). La Australian Open procentul este de 95,31% (61–3), la French Open 90,38% (47–5), la Wimbledon 85,10% (51–9) și la US Open 89,47% (51–6).
În 1973, Court a stabilit recordul pentru cele mai multe titluri câștigate într-un singur eveniment de Grand Slam, cu 11 victorii la Australian Open. Acest record a fost depășit de Rafael Nadal în 2019, când a câștigat cel de-al 12-lea titlu la Openul Franței, dar rămâne un record feminin.
Court este una dintre cele trei jucătoare din istorie (toate femei) care au câștigat „Grand Slam Boxed Set”, constând din fiecare titlu de Grand Slam (simplu, dublu și dublu mixt). Court, însă, este singura din istoria tenisului care a finalizat un set Multiple Grand Slam, de două ori, la toate cele trei discipline: simplu, dublu feminin și dublu mixt. În mod unic, ea a câștigat toate cele 12 ca amator și apoi după o perioadă de retragere, a revenit ca profesionistă pentru a le câștiga din nou pe toate 12.  Court este, de asemenea, una dintre cele șase jucătoare de tenis care au câștigat vreodată un Multiple Grand Slam la două discipline, alături de: Roy Emerson, Martina Navratilova, Frank Sedgman, Doris Hart și Serena Williams.
Tennis Hall of Fame Internațională afirmă: „Pentru marea ei puterea de performanță și realizare nu a existat niciodată un jucător de tenis care să o egaleze“. În 2010, Herald Sun a numit-o cea mai mare jucătoare de tenis din toate timpurile, punct de vedere susținut de Evonne Goolagong Cawley.
După ce a crescut ca romano-catolică, Court s-a asociat cu penticostalismul în anii 1970 și a devenit un pastor creștin în această tradiție în 1991.